# USS Honolulu (CL-48)

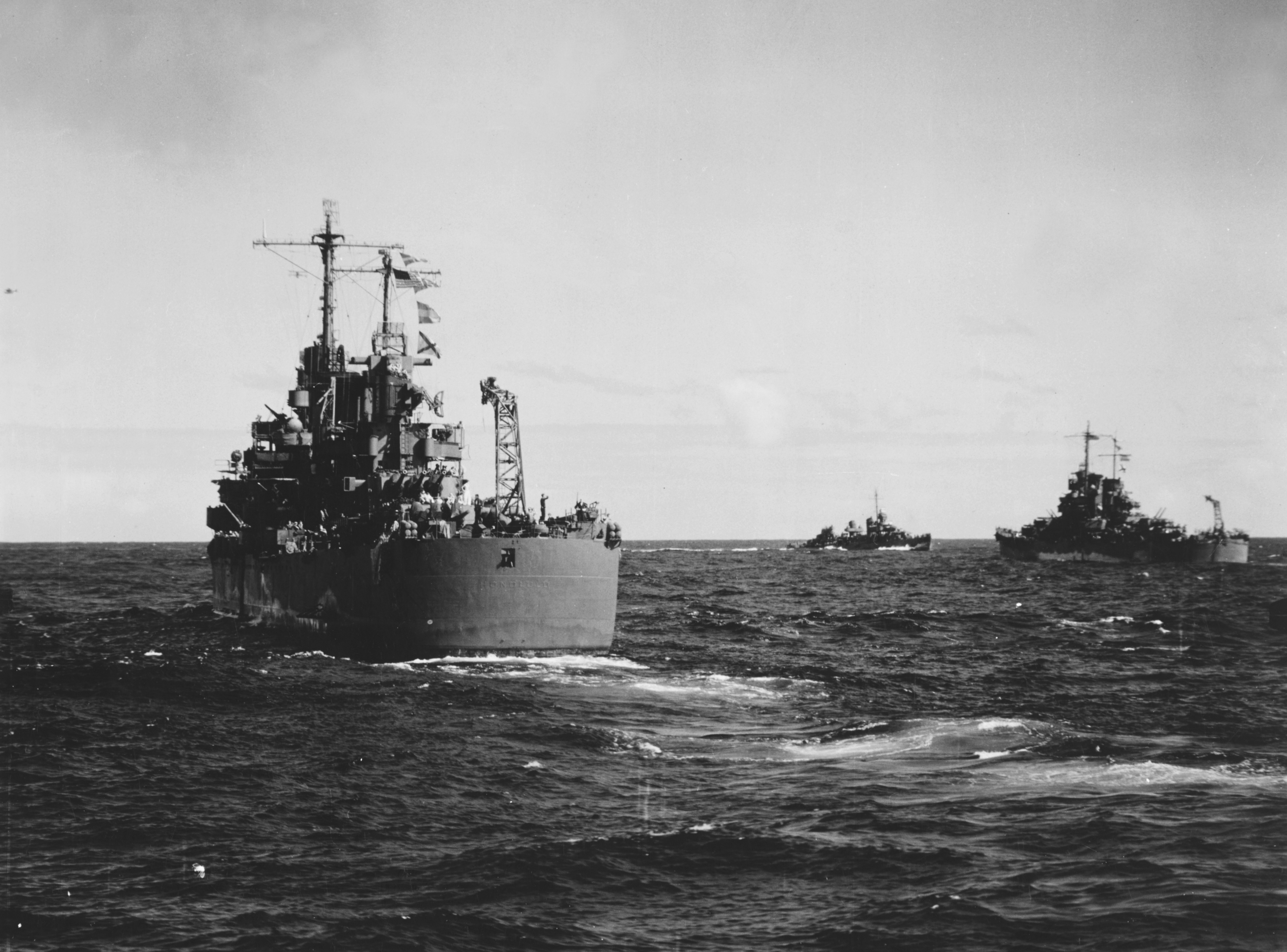
El Honolulu retirándose hacia Tulagi después de la batalla del Golfo de Kula.

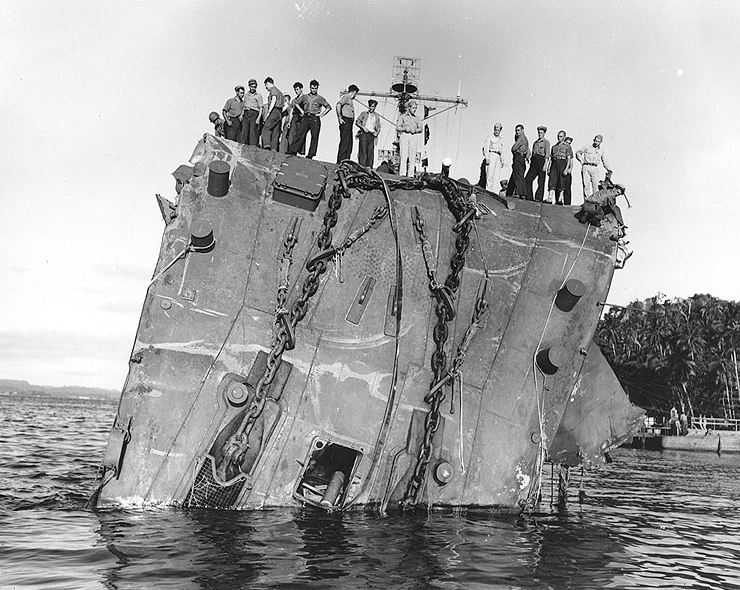
Proa colapsada del Honolulu el 20 de julio de 1943, después de que fuera torpedeado en la batalla de Kolombangara.

El USS Honolulu (CL-48) fue un crucero ligero de clase Brooklyn de la Armada de los Estados Unidos que permaneció activo durante la Guerra del Pacífico (Segunda Guerra Mundial).
Fue el segundo buque de la Armada en tener el nombre de la ciudad de Honolulú, Hawái, y fue botado el 26 de agosto de 1937 en el New York Navy Yard, amadrinado por Helen Poindexter, la hija de Joseph Poindexter, gobernador de Hawái. Entró en servicio el 15 de junio de 1938, con el capitán Oscar Smith al mando.

## Período de Entreguerras
Después de un viaje de prueba a Inglaterra, el Honolulu se dedicó a realizar maniobras y entrenamiento en el Mar Caribe. Zarpó con destino a Nueva York el 24 de mayo de 1939 para unirse a la Flota del Pacífico. Arribó a San Pedro, California, el 14 de junio. Durante el resto del año, se dedicó a realizar ejercicios a lo largo de la costa oeste. Durante el primer semestre de 1940, el Honolulu continuó con operaciones en aguas cercanas a Long Beach y tras realizar trabajos de modernización en el astillero del Estrecho de Puget, se dirigió a Pearl Harbor el 5 de noviembre. El buque operó desde el citado puerto hasta 1941, y permanecía atracado en la Estación Naval cuando los japoneses lanzaron su ataque a Pearl Harbor el 7 de diciembre de 1941. El Honolulu sufrió daños en el casco de menor importancia por una explosión cercana.

## Segunda Guerra Mundial
Al concluir las reparaciones, navegó el 12 de enero de 1942 a escoltar un convoy a San Francisco, California, que arribó el 21 de enero. El crucero continuó escoltando convoyes entre Australia, Samoa y Estados Unidos hasta finales de mayo.
Con los japoneses en dirección al norte, cada vez más cerca de Alaska, el Honolulu zarpó el 29 de mayo para fortalecer las fuerzas navales en esa zona. Después de dos meses de operaciones continuas en Kodiak, Alaska, se dirigió a Kiska en las islas Aleutianas, el 7 de agosto, para comenzar el bombardeo de la isla. El 21 de agosto, protegió los primeros desembarcos norteamericanos en las Aleutianas, en la isla Adak. Después de realizar tareas de mantenimiento en el astillero Mare Island Naval Shipyard, el Honolulu partió de San Francisco, el 3 de noviembre de 1942, dando escolta a un convoy a Numea en el Pacífico Sur. Más tarde, en el mismo mes, el Honolulu zarpó desde la Espíritu Santo en las Nuevas Hébridas para interceptar un convoy de la marina de japonesa, que trataba de reforzar sus posiciones en Guadalcanal, en las Islas Salomón. La batalla de Tassafaronga comenzó poco antes de la medianoche del 30 de noviembre, continuando a través de la noche. Un destructor japonés fue hundido por los disparos del crucero norteamericano, pero cuatro cruceros fueron alcanzados por torpedos japoneses. Uno de los cruceros, el USS Northampton, fue hudido en el combate. El Honolulu sufrió serios daños en esta batalla, una de las peores derrotas sufridas por la Marina de los Estados Unidos durante la Segunda Guerra Mundial.
Operó desde Espíritu Santo a principios de 1943 con la Task Force 67 (TF 67) en un intento de atraer al Tokyo Express. Durante mayo, se dedicó a realizar bombardeos de Nueva Georgia en las Islas Salomón. El Honolulu partió de Espíritu Santo el 28 de junio para más bombardeos en las islas Salomón. Después de apoyar el desembarco en Nueva Georgia, el 4 de julio, abrió fuego contra las naves enemigas en la batalla del Golfo de Kula, donde hundió un destructor y ayudó en la destrucción de otros.
El crucero tuvo otra oportunidad para hacer frente a la flota japonesa el 13 de julio, en la batalla de Kolombangara. Poco después de la medianoche, se hizo contacto con una fuerza de cruceros y destructores enemigos en el Estrecho de Nueva Georgia, apodado the Slot por los norteamericanos. A las 01:10, el Honolulu abrió fuego contra un crucero ligero clase Sendai. Después de tres salvas, el objetivo estalló en llamas y pronto se hundió. El Honolulu pasó a dirigir su artillería a un destructor enemigo, que fue impactado y se hundió inmediatamente. A las 02:11, un torpedo impactó en el lado de estribor del Honolulu, haciendo un agujero en su casco. La Task Force se retiró a Tulagi para reparaciones temporales, y luego partió hacia la base naval de Pearl Harbor. El 16 de agosto, llegó a Pearl Harbor para reparaciones mayores. A continuación, se dirigió al astillero en Mare Island, cerca de San Francisco.
Después de las reparaciones adicionales en Mare Island, el Honolulu salió de San Francisco el 17 de noviembre para continuar con su papel en la lucha contra el Japón. Llegó a Espíritu Santo el 11 de diciembre, y después de las operaciones en las Islas Salomón se reanudó ese mismo mes. El 27 de diciembre, se involucró en el bombardeo de una gabarra enemiga y las concentraciones de tropas en la isla de Bougainville. En los primeros meses de 1944, el crucero continuó los bombardeos y las patrullas en las Islas Salomón. Proyectó el desembarco en la isla Verde el 13 de febrero, antes de retirarse a las Salomón para comenzar los preparativos para las operaciones en Saipán y Guam en las Islas Marianas.
Participó en los bombardeos de la parte sureste de la isla de Saipán a principios de junio cuando la Armada y los Marines saltaron a través del Pacífico. Mientras bombardeaba Guam a mediados de junio, el Honolulu se desplegó hacia el noroeste hasta interceptar la flota japonesa. Regresó al atolón Enewetak el 28 de junio para las reposiciones, antes de proporcionar apoyo a la invasión de Guam. Permaneció en la estación durante tres semanas, con la realización de un gran servicio con su disparos precisos, antes de regresar a bahía de Purvis en la islas Florida en las Islas Salomón el 18 de agosto. El Honolulu se dirigió a las islas Palaos a cabo el 6 de septiembre para proporcionar fuego de apoyo para los desembarcos en las mismas, como en la isla de Peleliu y Angaur, permaneciendo en esta zona durante septiembre sin oposición por la flota japonesa. Estados Unidos ahora tenía el mando decisivo de la mar, y por lo tanto casi una total libertad en las operaciones.

### Batalla de Leyte
El Honolulu se apartó de la zona de concentración en la islas Manus, en las islas del Almirantazgo, el 12 de octubre, y se dirigió hacia las Filipinas para la invasión de Leyte. Comenzó un bombardeo desde el Golfo de Leyte el 19 de octubre, y al día siguiente comenzó a examinar los aterrizajes. A las 16:00 del 20 de octubre fue avistado un avión torpedo enemigo, ya que dirigió su torpedo al Honolulu. A pesar de la hábil maniobra del capitán Thurber para intentar esquivarlo, el torpedo impactó en su costado de babor.
El Honolulu zarpó al día siguiente, al llegar a Manus el 29 de octubre para realizar reparaciones provisionales, y luego se dirigió a Norfolk, Virginia, el 19 de noviembre, a donde arribó el 20 de diciembre tras realizar la ruta Pearl Harbor, San Diego, California, y el Canal de Panamá. El Honolulu se mantuvo en Norfolk durante la duración de la guerra, en reparaciones y modernización, y después de un viaje de prueba en octubre de 1945, se navegó hasta Newport, Rhode Island, para prestar servicio como buque de entrenamiento. El crucero llegó a Filadelfia el 8 de enero de 1946 y fue dado de baja el 3 de febrero de 1947, y quedó asignado a la flota de reserva en Filadelfia. Al ser designado como uno de los dos cruceros de la clase Brooklyn para ser modernizados con montajes gemelos de cañones de 127 mm/38 y direcciones de tiro Mark 37, el Honolulu siguió en la Armada de los estados Unidos cuando la mayoría de los buques de su clase supervivientes al conflicto fueron vendidos a las marinas de América del Sur. Fue dado de baja el 1 de marzo de 1959 y vendido para el desguace el 17 de noviembre de 1959.

## Condecoraciones
El Honolulu recibió ocho Estrellas de Batalla por el servicio durante la Segunda Guerra Mundial. Más tarde, recibiría la Presidential Unit Citation.

### Buques de la clase
• USS Brooklyn
• USS Philadelphia
• USS Savannah
• USS Nashville
• USS Phoenix
• USS Boise

### Bibligrofía
- Fahey, James C. (1941). The Ships and Aircraft of the U.S. Fleet, Two-Ocean Fleet Edition. Ships and Aircraft.
- Este artículo incluye texto tomado o traducido del Dictionary of American Naval Fighting Ships (DANFS), una obra del Comando de Historia y Patrimonio Naval (Naval History and Heritage Command) de la Armada de los Estados Unidos, que por ser parte del gobierno federal de los Estados Unidos está en el dominio público.

- Datos: Q428614
- Multimedia: USS Honolulu (CL-48) / Q428614